# Эспанья, Хонатан
Хо́натан Хоа́н Эспа́нья Сантья́го (исп. Jonathan Joan España Santiago; 13 ноября 1988, Сьюдад-Охеда, Венесуэла) — венесуэльский футболист, защитник клуба «Депортиво Тачира».

## Карьера
Хонатан начал футбольную карьеру в клубе «Трухильянос», за основной состав которого он дебютировал 31 января 2011 года во встрече с «Депортиво Тачира». В сезоне 2010/11 защитник провёл 14 матчей, в следующем — 20 игр. 20 мая 2012 года Эспанья отметился первым забитым мячом в карьере.
Летом 2012 года Хонатан перешёл в «Самору». Первую встречу за новый клуб он провёл 26 августа того же года. Эспанья сразу же стал основным защитником в команде из Баринаса и два раза подряд стал чемпионом Венесуэлы. 12 февраля 2014 года Хонатан дебютировал в Кубке Либертадорес, выйдя в стартовом составе на игру с бразильским «Атлетико Минейро».
22 июня 2014 года венесуэлец подписал контракт сроком на два года с возможностью продления ещё на один год с АЕЛом, выступающим в чемпионате Кипра. 27 сентября 2014 года защитник провёл дебютную встречу на европейском континенте.

## Достижения
«Самора»
- Чемпион Венесуэлы (2): 2012/13, 2013/14